# ルダン島
座標: 北緯5度46分30秒 東経103度0分54秒 / 北緯5.77500度 東経103.01500度

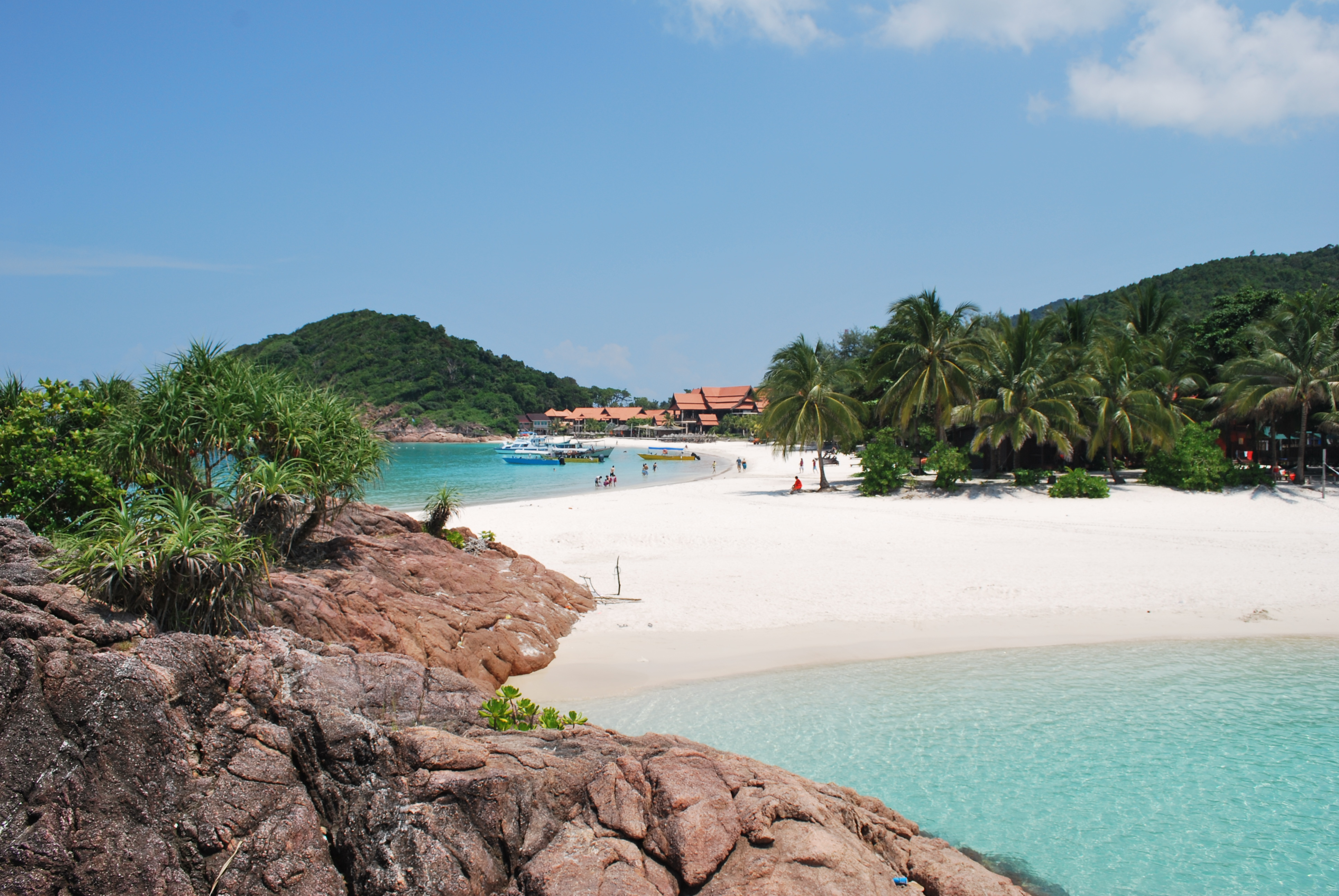
ルダン島

ルダン島 (Pulau Redang) は、マレーシアのトレンガヌ州にある島。

## 概要
トレンガヌ州クアラトレンガヌから45km沖合いに浮かび、マレーシアでも最も美しい島の１つ。ルダン島は9つの島から形成されており、サンゴ礁が非常に綺麗なのが魅力で、マリンパークでのシュノーケリングやダイビングが非常に人気である。島の沖には、第2次世界大戦のマレー沖海戦で日本海軍に撃沈されたイギリス戦艦「プリンス・オブ・ウェールズ」や戦後の沈没船が海底にあり、沈没船ダイビングも人気となっている。
島周辺には、500種類に及ぶサンゴと3000種類に及ぶ魚が生息している。

## 交通

### 航空
- ルダン空港

島唯一の空港。
クアラルンプールとシンガポールからブルジャヤ航空が運航していたが、現在は定期便の運航はない。

### 船舶
島へはクアラトレンガヌの町、またはムラン港から高速フェリーが出ている。

## ホテル
- タアラス・ビーチ・スパ・リゾート
- ラグーナ・ルダン

その他、コテージタイプの安い宿もあるので、クアラトレンガヌの旅行代理店などでアレンジすることもできる。